# Мадре де Диос
Мадре де Диос (шп. Río Madre de Dios) је река у западном делу Перуа која се у Боливији улива у реку Бени. Дуга је 1.150 km. Проток на ушћу јој је 4.915 m³/s.
Велики део области око реке заштићен је као резерват природе. У Перуу су Национални парк Ману (Reserva de la Biosfera Manu), Национални парк Тамбопата-Кандамо и Национални парк Бахуаха-Сонене.